# Burg Arques
Die Burg Arques (französisch Château d’Arques, okzitanisch Castèl d’Arcas) ist die Ruine einer mittelalterlichen Burg im heutigen Département Aude in der französischen Region Okzitanien. Die Burg steht zwar im Pays Cathare, gehört jedoch aufgrund ihrer späten Bauzeit nicht zu den Katharerburgen. Sie ist schon seit dem 16. August 1887 als Monument historique klassifiziert.

## Lage
Die kleine Gemeinde Arques liegt etwa 44 Kilometer (Fahrtstrecke) südlich von Carcassonne. Die Ortschaft Couiza liegt etwa 11 Kilometer westlich. Ort und Burg von Termes liegen etwa 30 Kilometer nordöstlich. Die Burg befindet sich etwa 400 Meter westlich der heutigen Ortschaft Arques.

## Geschichte
Im 11. Jahrhundert gehörte Arques zum Besitz der Abtei Sainte-Marie de Lagrasse, wenig später stand der Ort im Besitz der Seigneurs de Termes, die ihrerseits wiederum Untertanen der Vizegrafen von Carcassonne waren. Urkundlich ist im Jahre 1154 ein befestigter Ort erwähnt, von einer Burg ist zu jener Zeit aber noch nicht die Rede.
Im Jahr 1211 oder 1217 wandte sich Simon de Montfort nach der Eroberung der Burg Termes in Richtung Arques (Villa de Arquis) und setzte den Ort, der damals wahrscheinlich noch keine Burg hatte, sondern nur ein befestigtes Dorf (castrum) war, in Brand. 1231 befand sich ein Teil der Region Razès, darunter auch Arques, im Besitz eines seiner ehemaligen Kampfgefährten: Pierre de Voisins. Dessen Sohn Gilles de Voisins begann im Jahr 1284 mit dem Bau der heutigen Burganlage, die an einem Hirtenweg in Richtung der höhergelegenen Bergregionen der Corbières lag. 1316 wurden die Bauarbeiten beendet.
Im Jahre 1518 heiratete Françoise de Voisins, die letzte Erbin des Familienbesitzes, Jean de Joyeuse und zog auf dessen Besitz nach Couiza. Die Burg Arques wurde aufgegeben und 1575 von den Hugenotten angegriffen und teilweise zerstört.

## Architektur

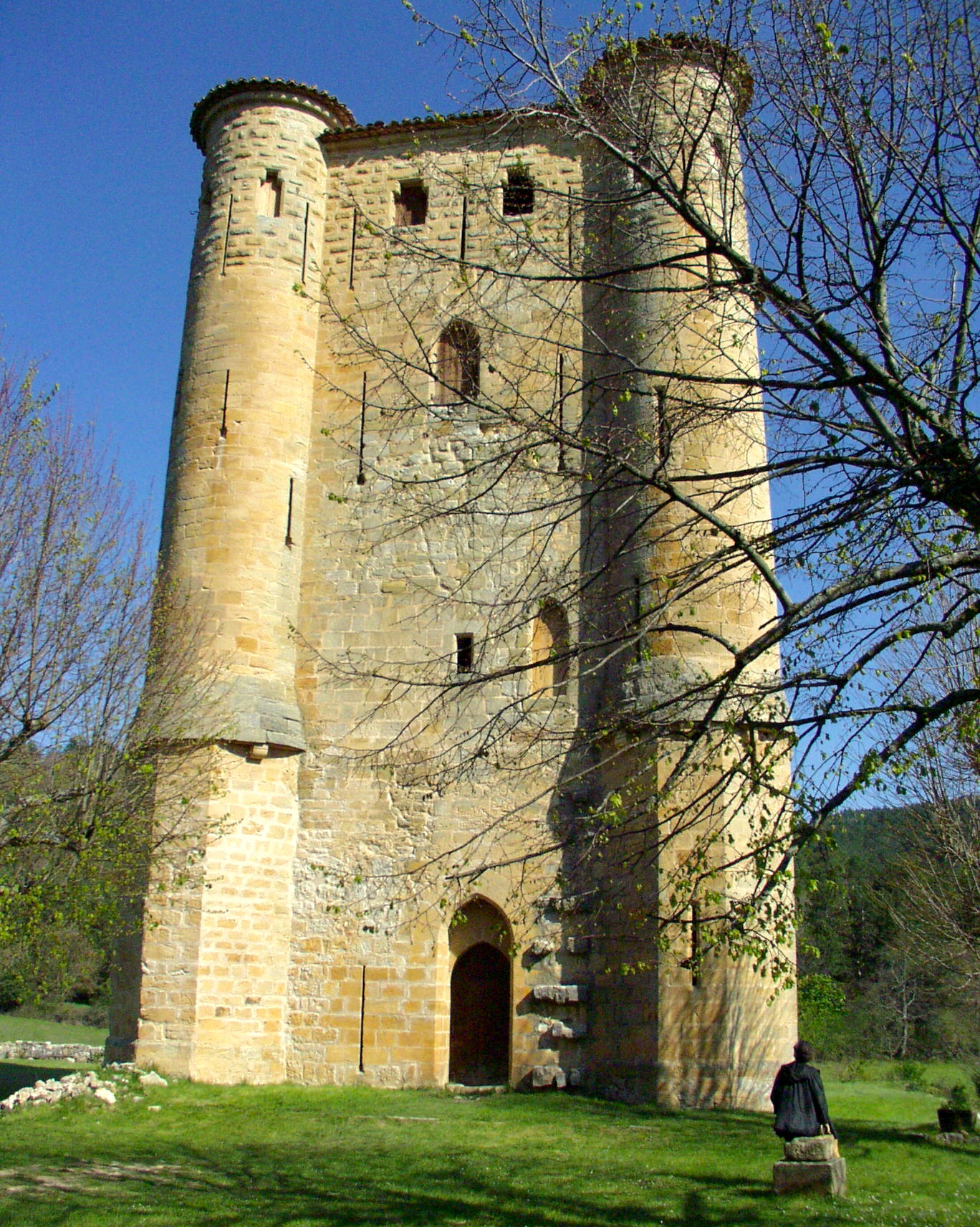
Donjon

Die Burg besteht aus einem annähernd quadratischen äußeren Mauergeviert von gut 50 Metern Seitenlänge. In den Eckgebäuden befanden sich die Wohngemächer der Dienerschaft, eine Kapelle und wahrscheinlich auch die Stallungen.
Der mächtige quadratische Donjon steht in der Mitte des Komplexes und hat vier mit schmalen Schießscharten versehene Rundtürme in den Ecken. Er besitzt eine Seitenlänge von etwa zwölf Metern und eine Höhe von gut 25 Metern. Die vier jeweils nur aus einem großen Raum bestehenden Geschosse des Wehr- und Wohnturms waren über eine enge und deshalb nur schwer einzunehmende Wendeltreppe im vorderen rechten Eckturm miteinander verbunden. In einem der Ecktürme wurden die hölzernen Zwischenböden entfernt, sodass man einen freien Blick von unten bis ganz nach oben hat. In den beiden anderen finden sich kleine Sitzbänke auf jeder Etage. Das oberste Geschoss diente im Angriffsfall als letzter Rückzugsort. Die unteren beiden Stockwerke haben hohe Rippengewölbe, die beiden oberen Stockwerke schließen dagegen mit Balkendecken ab. Die beiden mittleren Räume konnten im Winter durch offene Wandkamine beheizt werden.
Die Steinbearbeitung ist – vom Obergeschoss abgesehen – außergewöhnlich exakt. Ein derartiger Bau war bis dahin im Süden Frankreichs unbekannt und dürfte von Vorbildern in der Île-de-France oder der Normandie inspiriert worden sein. Das gesamte Gebiet der Vizegrafschaft Carcassonne gehörte ab 1224 zur französischen Krondomäne, und nordfranzösische Einflüsse wurden verstärkt sowohl in der sakralen als auch in der profanen Baukunst wirksam.